# Mastiek (hars)

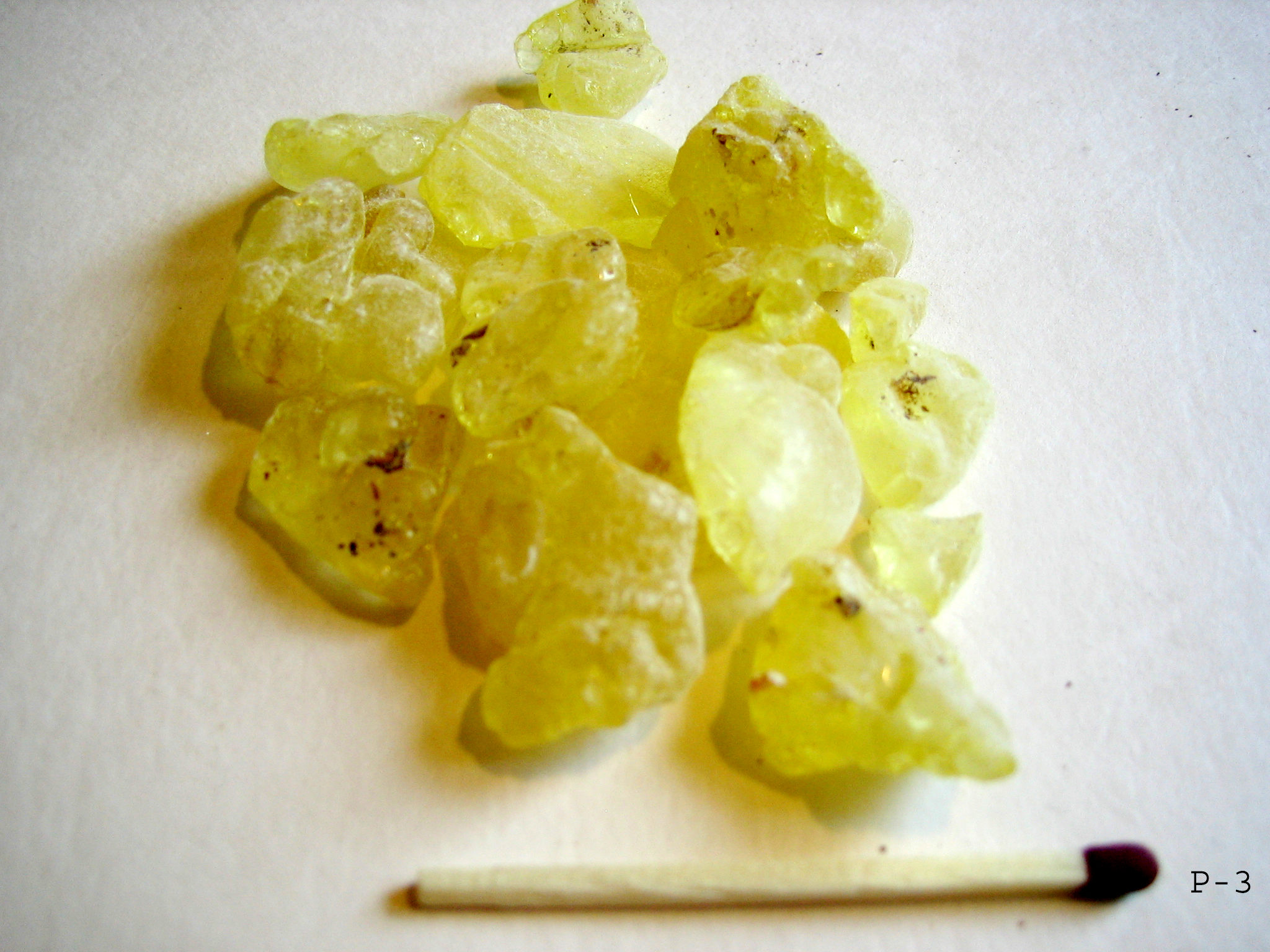
Mastiek

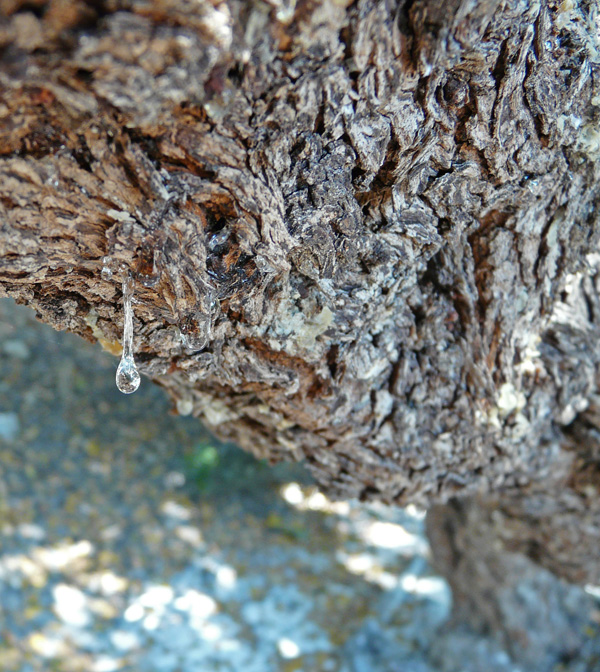
Een druppel mastiek aan de tak van een mastiekboom

Mastiek is de hars die afkomstig is van de mastiekboom Pistacia lentiscus. In de Europese Unie is de naam beschermd en gereserveerd voor mastiek van het Griekse eiland Chios. Op de wereldmarkt is ook een bruinige kwaliteit onder de naam Mastic Bombay te koop.

## Vernis
De hars werd in de schilderkunst vroeger veel gebruikt als vernis in de olieverftechniek, maar is tegenwoordig grotendeels vervangen door vernissen die niet na-gelen. Mastiek was ook de naam van stopverf voor glasramen, maar dit vulmiddel bestond uit krijtpoeder en lijnolie of sojaolie. Mastiekhars is een triterpenoïde. Het heeft een refractie-index van ongeveer 1,535 en een soortelijk gewicht van 1,074. Het smeltpunt ligt rond 100 °C. 
Het gebruik van de hars is bekend vanaf de zestiende eeuw; de gele harstranen werden verzameld en als zodanig verkocht, waarna de kunstenaar er zelf vernis van maakte door oplossing in alcohol of terpentijn. De beste kwaliteit kwam van oudsher van het eiland Chios. In de negentiende eeuw kwam er een commerciële productie op gang; mastiekvernis werd toen veel helderder.
Omdat er een mode was om harsolieverf te gebruiken, kwamen er ook schildermedia op mastiekbasis op de markt. Dit tastte echter de duurzaamheid van de verflaag aan en mastiek als geheel kreeg een kwade roep. Rond 1900 ging men daarom al grotendeels over op de duurdere Damarhars. Mastiek is ook oplosbaar in terpentine, maar de oplosbaarheid als geheel vermindert door de jaren. Oude vergeelde vernislagen zijn lastig te verwijderen. Mastiekvernis lijdt sterk aan craquelé en is gevoelig voor efflorescentie van vetzuren vanuit de olieverflaag. Het vernis wordt nog steeds gebruikt bij de traditionele vioolbouw.

## Smaakmaker
Mastiek wordt ook gebruikt als kauwgum en als toevoeging aan een Griekse wijn, de retsina. In sommige Balkanlanden is het de smaakmaker voor masticha, een sterke drank. In Turkije verwerkt men het in een taai type consumptie-ijs. 
Er worden ook medicinale toepassingen aan mastiek toegeschreven; onderzoek heeft de werking als desinfectans bevestigd. 